# Arturo Fernández Rodríguez
Arturo Fernández Rodríguez (Gijón, 21 de febrer de 1929 — Madrid, 4 de juliol de 2019) fou un actor espanyol d'àmplia trajectòria teatral, molt popular per la seva intervenció en més de seixanta pel·lícules i en les sèries de televisió Truhanes i La casa de los líos.

## Biografia
Pertanyent a una família humil, el 1950 es trasllada a Madrid sense intenció de dedicar-se professionalment a la interpretació i, com a feina provisional, comença al cinema com a figurant fins a interpretar papers petits en pel·lícules de Rafael Gil (La senyora de Fàtima, La guerra de Déu, El petó de Judes).
El seu primer contacte amb l'escenari és en l'anomenat Teatro de Cámara y Ensayo, dirigit per Modesto Higueras. Després, s'incorpora a la companyia teatral de Conchita Montes i més tard a la de Rafael Rivelles.
En el cinema, aconsegueix els seus primers papers protagonistes a les ordres de Julio Coll en Distrito Quinto i Un vaso de whisky (1958), participant fins ben entrada la dècada de 1970 en desenes de pel·lícules com La casa de la Troya, Rogelia, Currito de la Cruz i Camino del Rocío, de Rafael Gil; Bahia de Palma, de Juan Bosch; La viudita naviera, de Luis Marquina; Jandro, de Julio Coll; Novios 68 i No desearás la mujer de tu prójimo, de Pedro Lazaga; Tocata y fuga de Lolita, d'Antonio Drove, Un lujo a su alcance, de Tito Fernández, i la comèdia de gran èxit comercial La tonta del bote (1970), que llança a la fama Lina Morgan.
Construeix un personatge a mesura de galant de vegades cínic i sempre conqueridor, que continua exercint en la seva activitat teatral, protagonitzant, entre d'altres, les obres L'herència (1957), Un hombre y una mujer (1961), Dulce pájaro de juventud (1962), La tercera palabra (1966), La playa vacía (1970), Homenaje (1980), La chica del asiento de atrás (1983), La segunda oportunidad (1985), Pato a la naranja (1986), Mejor en octubre (1994), Esmoquin (2001), Esmoquin 2 (2003), La montaña rusa (2008) i Los hombres no mienten (2012).
Encara que disminueix la seva presència en la pantalla gran, augmenta la seva popularitat en protagonitzar la pel·lícula Truhanes (Miguel Bell, 1983), que deu anys després dona lloc a la sèrie de televisió homònima, i treballa en ambdues amb Francisco Rabal. També intervé en El dia que nací yo (Pedro Olea, 1991), Tiempos mejores (Jorge Grau, 1994) i Desde que amanece (Antonio del Real, 2005).
Com a intèrpret de personalitat definida i proverbial elegància, mostra el seu millor registre en prendre distància del seu propi personatge, representant amb els anys un galant descarat de tints còmics i arribant gairebé a l'autoparòdia en la sèrie d'Antena 3 La casa de los líos, que protagonitza al costat de Lola Herrera entre 1996 i 2000. Al maig de 2007, interpreta dos germans bessons en la sèrie de TVE Com el gos i el gat.
Rep el 2003 i 2011 el premi Micròfon d'Or que lliura la Federació d'Associacions de Ràdio i Televisió. El 2012 rep el Premi de Cultura de la Comunitat de Madrid en la categoria de Teatre, a més del premi Alfonso Ussía en la categoria de Personatges de l'any.

### Vida personal
Fill únic d'Arturo Fernández García (?-15/05/1973) i de Dolores Rodríguez Fanjul (?-6/01/1978). Va contreure matrimoni a l'església de Sant Vicent de Montalt, amb la catalana María Isabel Sensat Marquès el 22 de març de 1967, i es van separar el 1978. Van tenir tres fills: María Isabel (1967), Arturo (1970) i María Dolores "Boby" (1975). S'uneix l'1 d'abril de 1980 amb l'advocada Carmen Quesada.
Segons el periodista Rafael González Zubieta, Arturo Fernández va mantenir en la seva joventut una relació sentimental amb Lupe Sino -nom artístic d'Antonia Bronchales-, que va ser promesa del torero Manolete i que va morir el 13 de setembre de 1959 a conseqüència d'un accident vascular cerebral sis dies després de sofrir un accident d'automòbil a Madrid. Segons Zubieta, Arturo Fernández era la persona que conduïa l'automòbil esportiu de Lupe Sino en el moment del sinistre.

## Filmografia
- Como el perro y el gato (TVE1, 2007)
- Desde que amanece apetece (2005)
- La casa de los líos (Antena 3, 1996-2000)
- Tiempos mejores (1994)
- Dos hombres y una mujer (1994)
- Truhanes (Telecinco, 1994)
- Aquí, el que no corre... vuela (1992)
- El día que nací yo (1991)
- Gaby: A True Story (1987)
- La chica de la piscina (1987)
- Mojados de corazón (1987)
- El crack II (1983)
- Truhanes (1983)
- La dinastía de Drácula (1981)
- Esperando a papá (1980)
- El hombre que yo quiero (1978)
- Ésta que lo es... (1977)
- Divinas palabras (1977)
- La Secta del trébol (1977)
- La amante perfecta (1976)
- Mauricio, mon amour (1976)
- Cuando los maridos se iban a la guerra (1976)
- La muerte ronda a Mónica (1976)
- El adúltero (1975)
- Los caciques (1975)
- Un lujo a su alcance (1975)
- Tocata y fuga de Lolita (1974)
- Matrimonio al desnudo (1974)
- Noche de teatro (1974)
- Dulce pájaro de juventud (1974) TV
- Estudio 1 (1973)
- ¿Quién soy yo? (1973) Televisión.
- Casa Flora (1973)
- Las juergas del señorito (1973)
- Ángeles y querubines (1972)
- Las doce caras de Eva (1971)
- Cáncer (1971) episodi de televisió.
- The Incredible Invasion (1971)
- ¿Quién soy yo? (1970)
- La tonta del bote (1970)
- El relicario (1970)
- Turistas y bribones (1969)
- El señorito y las seductoras (1969)
- Las cinco advertencias de Satanás (1969)
- Cristina Guzmán (1968)
- ¡Cómo sois las mujeres! (1968)
- No desearás la mujer de tu prójimo (1968)
- Pecados conyugales (1968)
- Vedove inconsolabili in cerca di... distrazioni (1968)
- House of Evil (1968)
- Novios 68 (1967)
- Camino del Rocío (1966)
- Las viudas (1966)
- Currito de la Cruz (1965)
- Jandro (1965)
- El sonido prehistórico (1964)
- El salario del crimen (1964)
- Sol de verano (1963)
- Escala en Hi-Fi (1963)
- La gran coartada (1963)
- No temas a la ley (1963)
- Piedra de toque (1963)
- El sexto sentido (1963)
- Bahía de Palma (1962)
- La viudita naviera (1962)
- Los cuervos (1962)
- Rogelia (1962)
- El último verano (1961)
- Regresa un desconocido (1961)
- María, matrícula de Bilbao (1960)
- La fiel infantería (1960)
- Juicio final (1960)
- Fuga desesperada (1960)
- La mentira tiene cabellos rojos (1960)
- A sangre fría (1959)
- La Casa de la Troya (1959)
- Vida sin risas (1959)
- Ejército blanco (1959)
- Las chicas de la Cruz Roja (1958)
- Cita imposible (1958)
- Distrito quinto (1958)
- La frontera del miedo (1958)
- Familia provisional (1958)
- Un vaso de whisky (1958)
- Mañana cuando amanezca (1957)
- Rapsodia de sangre (1957)
- Cuerda de presos (1956)
- Duelo de pasiones (1956)
- Nunca es demasiado tarde (1956)
- Los Fernández de Peralvillo (1954)
- La patrulla(1954)
- El torero (1954)
- El beso de Judas (1954)
- Así es Madrid (1953)

## Premis
- Premi Nacional de Teatre Pepe Isbert (2003).